# هرنان د لا فوئنته
هرنان د لا فوئنته (انگلیسی: Hernán De La Fuente؛ زادهٔ ۷ ژانویهٔ ۱۹۹۷) بازیکن فوتبال اهل آرژانتین است.
از باشگاه‌هایی که در آن بازی کرده‌است می‌توان به باشگاه فوتبال ولز سارسفیلد اشاره کرد.